# هنري باركر هيل
هنري باركر هيل (بالإنجليزية: Henry Barker Hill)‏ هو كيميائي أمريكي، ولد في 27 أبريل 1849، وتوفي في 6 أبريل 1903.